# Co porusza martwych
Co porusza martwych (ang. What Moves the Dead) – amerykańska nowela autorstwa Ursuli Vernon, pisana pod pseudonimem T. Kingfisher. Jest to horror będący retellingiem opowiadania Zagłada domu Usherów Edgara Allana Poe. W 2023 zdobyła Nagrodę Locusa za najlepszą powieść grozy i nominację do Nagrody Hugo za najlepszą nowelę. Została wydana przez Tor Nightfire 12 lipca 2022. Polska wersja ukazała się 25 września 2024 nakładem wydawnictwa SQN w tłumaczeniu Dominiki Schimscheiner. Samodzielny sequel, What Feasts at Night, został opublikowany 13 lutego 2024.
W polskim tłumaczeniu, narracja w pierwszej osobie wykorzystuje formę neutralną płciowo (tzw. dukaizmy, występujące w Perfekcyjnej niedoskonałości), aby oddać zaimki „ka/kan” używane względem żołnierzy Gallacji.